# Rupi Kaur
Rupi Kaur (Punjab, 4 ottobre 1992) è una poetessa, scrittrice e illustratrice canadese di origine indiana.
Immigrata in Canada da bambina, si è stabilita a Toronto. Il suo libro di debutto, una raccolta di poesie e prosa dal titolo Milk and Honey, è stato pubblicato nel 2014; ha venduto oltre 2,5 milioni di copie in tutto il mondo e ha trascorso più di un anno nella lista dei best seller del New York Times.

## Infanzia
Kaur è nata in una famiglia Sikh nel Punjab, in India. Emigrò in Canada con i suoi genitori quando aveva quattro anni. Per le sue difficoltà nel parlare inglese con gli altri bambini nella sua scuola, Kaur fu incoraggiata da sua madre a disegnare e dipingere. Iniziò a scrivere poesie per i compleanni dei suoi amici. Frequentò la scuola secondaria di Turner Fenton.
Kaur studiò retorica e scrittura all'Università di Waterloo. Più tardi, lei e la sua famiglia si trasferirono a Brampton; risiede a Toronto, Ontario.

## Carriera
La sua prima mostra venne allestita nel 2009 nel seminterrato del Punjabi Community Health Center a Malton. Tra le sue opere più conosciute c'è il suo saggio fotografico sulle mestruazioni, descritto come un pezzo di poesia visiva destinato a sfidare i tabù della società sul ciclo mestruale.
Durante la scuola superiore, Kaur condivise i post che scriveva in modo anonimo. Nel 2013, iniziò a condividere il suo lavoro con il proprio nome su Tumblr, e dal 2014 scrivendo su Instagram, con l'aggiunta di semplici illustrazioni.
Il primo libro di Rupi Kaur, un'antologia intitolata Milk and Honey, fu pubblicata il 4 novembre 2014. Per il nome del libro prese ispirazione da un poema del passato che includeva un verso sulle donne sopravvissute a periodi terribili. Descrisse il cambiamento delle donne come "liscio come il latte e denso come il miele". Una raccolta di poesie, prose e illustrazioni disegnate a mano, libro è diviso in quattro capitoli e ogni capitolo descrive un tema diverso.
Il libro, che vendette più di 2,5 milioni di copie, entrò e rimase nella lista dei best seller del New York Times per oltre 77 settimane e venne successivamente tradotto in 25 lingue.
Il suo secondo libro, The Sun and Her Flowers, fu pubblicato il 3 ottobre 2017. I lavori di questa raccolta esplorano una varietà di temi tra cui perdita, trauma, guarigione, femminilità, migrazione e rivoluzione.
Home Body è la sua terza raccolta di poesie, pubblicata nel 2020. In questo libro, Rupi Kaur tratta diversi temi, già in parte presenti nelle sue opere precedenti, tra cui l'amore, la perdita, la femminilità e la rinascita.
Rupi Kaur è considerata una dei più influenti instapoets (giovani poeti che pubblicano versi principalmente sui social media) contemporanei.

## Arte
Come nell'alfabeto Gurmukhi, il suo lavoro è scritto esclusivamente in minuscolo, un modo per onorare la sua cultura e un apprezzamento dell'uguaglianza delle lettere, uno stile che riflette la sua visione del mondo. Il suo lavoro scritto è pensato per essere un'esperienza facile da seguire per il lettore, con semplici disegni per mettere in evidenza le sue parole.
I temi comuni presenti in tutte le sue opere includono l'abuso sessuale, la femminilità, l'amore, la cura di sé e il crepacuore.
A marzo 2015, Kaur pubblicò una serie di fotografie su Instagram raffiguranti scene del ciclo mestruale di una donna. Composto da sei foto che la ritraevano con macchie di sangue mestruale sui vestiti e lenzuola, il lavoro intitolato The Period formò il progetto finale che concluse i suoi studi universitari. Kaur scrisse: "Vedo il modo in cui molte comunità evitano le donne durante le mestruazioni. In alcune società una donna non è autorizzata a uscire da casa sua durante il ciclo, nemmeno per andare a scuola, o non le è permesso visitare il suo luogo di culto religioso perché è considerata sporca. [...] Evidenziando questi momenti distinti del ciclo che le donne attraversano, costringerò gli spettatori a guardare e affrontare le loro paure".
Successivamente, Kaur rivelò che le foto erano state rimosse da Instagram per non aver rispettato i termini di servizio del sito, dicendo: "Grazie a Instagram per avermi fornito la risposta esatta con cui il mio lavoro è stato creato per la critica". Instagram rispose facendo le scuse a Rupi Kaur e affermando che le immagini erano state rimosse per errore.

## Influenze
Kaur trae ispirazione dalle opere di vari studiosi tra cui Khalil Gibran, Alice Walker e Sharon Olds. È stata anche influenzata dalle scritture sikh. L'apprendimento dell'inglese, che ha avuto inizio subito dopo il trasferimento in Canada, ha influenzato il suo stile di scrittura.

## Opere
- milk and honey, 2014.
- the sun and her flowers, 2017.
- home body, 2020.

## Riconoscimenti
È stata inserita nella lista 100 Women della BBC nel 2017.